# 初恋タロー
初恋タロー  (はつこいタロー）は、日本のお笑いコンビ。吉本興業東京本部所属。2006年2月4日結成。
コンビ名の由来は「HKTの【博多】でH初K恋Tタロー」らしいが、響きでつけたという説もある。

## メンバー
こうすけ（本名：松野 浩介 まつの こうすけ、1983年5月3日 - ） ツッコミ担当   
- 熊本県玉名郡岱明町（現・玉名市）出身。
- 身長165cm、体重58kg、B型、足のサイズ27cm。
- 「THE だいじょぶズ」のボーカル。
- 父親が失踪し、パートで働く母親に育てられた。
- 幼い頃、パーツを集めて組み立てた自転車に乗っていた。それを見た周りの人達は密かに、"サーカス"と呼んでいたらしい。
- 最近ハゲかけてきていることを気にしている。
- 以前結成していた「アメリカンパンクロック」というコンビで、今宮子供えびすマンザイ新人コンクールで新人漫才奨励賞を受賞したこともある。
- 顔がかなり小さく、見た目がとても可愛らしいが、内面は、ゴリゴリの九州男児。
- とにかく酒は毎晩飲むほど好きである。"いいちこ"が好物。
- マラソン大会にも出場するほど。
- Yahoo!ブログ「こうちゃんダイアリー」を2007年8月1日より続けている。
- 自身のファンを「おっぱいちゃん」と呼び、合言葉として挨拶を「おげんきさんでーす！」と制定。(2015年6月10日より)
- 女優・モデルの森岡朋奈（映画監督・森岡利行の長女）と2018年3月3日に結婚したことを自身のTwitterで発表した。あわせて、8月に第1子が誕生予定であることも明かした。

初恋たろう（本名：高森 敬太 たかもり けいた、1983年1月1日 - ） ボケ担当   
- 福岡県飯塚市出身[1]。日新館高校出身。
- 身長175cm、体重79kg、B型。
- 顔がデカイことを先輩によくイジられる。
- 初恋タロー結成以前はピン芸人として、長崎の番組のリポーターなどを行っていた。
- 「一生お金に困らない手相で、頼る人が家族ふくめて3人いる」と言われたことがある。
- タカ（タカアンドトシ）のタカ軍団の筆頭格[2]。俳優の山田孝之と仲が良い[3]。
- バカリズムと同じく自身の芸名をコンビ名と同じにしている。
- 2019年より舞台制作集団「ハツコイ・ユナイテッド」を主宰。全国の都市で地元の演劇人とともにコントライブを開催している。
- 2024年に個人の芸名を「初恋タロー」から「初恋たろう」に改名[4]。

## 出演

### ライブイベント
- 石田軍団ライブ - こうすけのみ
- 武道館アイドル博2017（2017年5月6日、東京・日本武道館） - サブMC[5]（タローのみ[6]）
- 武道館アイドル博2018～1000人のアイドルと遊ぼう！～（2018年8月13日、東京・日本武道館） - サブMC（タローのみ）

### ラジオ
- FM KITAQ 初恋居酒屋 -  タローのみ

### CM
- ニチイ（eラーニング） 〜説教編

### ウェブテレビ
- こうちゃんよっこんニコニコトーク - こうすけのみ
- ameba fresh！ アイドルチャンネルMC - タローのみ
- FRESH!by abema今夜はアナタの番組 -  タローのみ
- 『コントのシキシ』（2016年 - 、映像制作団体neenu） - 不定期出演
- 街録ch〜あなたの人生、教えて下さい〜 タローのみ

### 舞台
- 幼児・小学生・戦隊ファン向け 夏休み企画 ももたろう （2018年7月23日 - 8月10日、ルミネtheよしもと） - さる 役（こうすけ）[7]

## 過去の出演
- 少年タカトシ - 高森のみ
- もしものシミュレーションバラエティー お試しかっ! - 2010年6月29日 - 高森のみ
- おもいッきりDON! - 2009年7月23日
- 99プラス - 2009年9月1日
- スクール革命! - 2009年9月13日
- 笑う妖精 - 2010年5月9日（高森のみ）
- フットンダ - 2010年5月21日（高森のみ）
- コレってアリですか? - VTRに出演。
- ジャック10 - 2010年8月4日（高森のみ）
- NON STYLEのよしもとオンライン（Web）
- NON STYLE石田脚本・演出舞台『Barアンラッキー』（2人共メインキャラクターで出演、DVD化）
- U LA LA ナナパチ - 2011年10月4日「ななパチよしもと」コーナー
- 前略、大徳さん(中京ローカル)〜2014年
- 『コントのシキシLIVE2016』（2016年10月16日、ラスタ原宿　映像制作団体neenu）[8] - タローのみ